# Bukovník
Bukovník (en allemand : Bukownik, de 1939 à 1945 : Buchen) est une commune du district de Klatovy, dans la région de Plzeň, en République tchèque. Sa population s'élevait à 67 habitants en 2021.

## Géographie
Bukovník se trouve à 11 km à l'est de Sušice, à 33 km au sud-est de Klatovy, à 62 km au sud-sud-est de Plzeň et à 111 km au sud-ouest de Prague.
La commune est limitée par Žihobce à l'ouest et au nord, par Domoraz au nord-est, et par Soběšice à l'est et au sud.

## Histoire
La première mention écrite de la localité date de 1251.

## Galerie

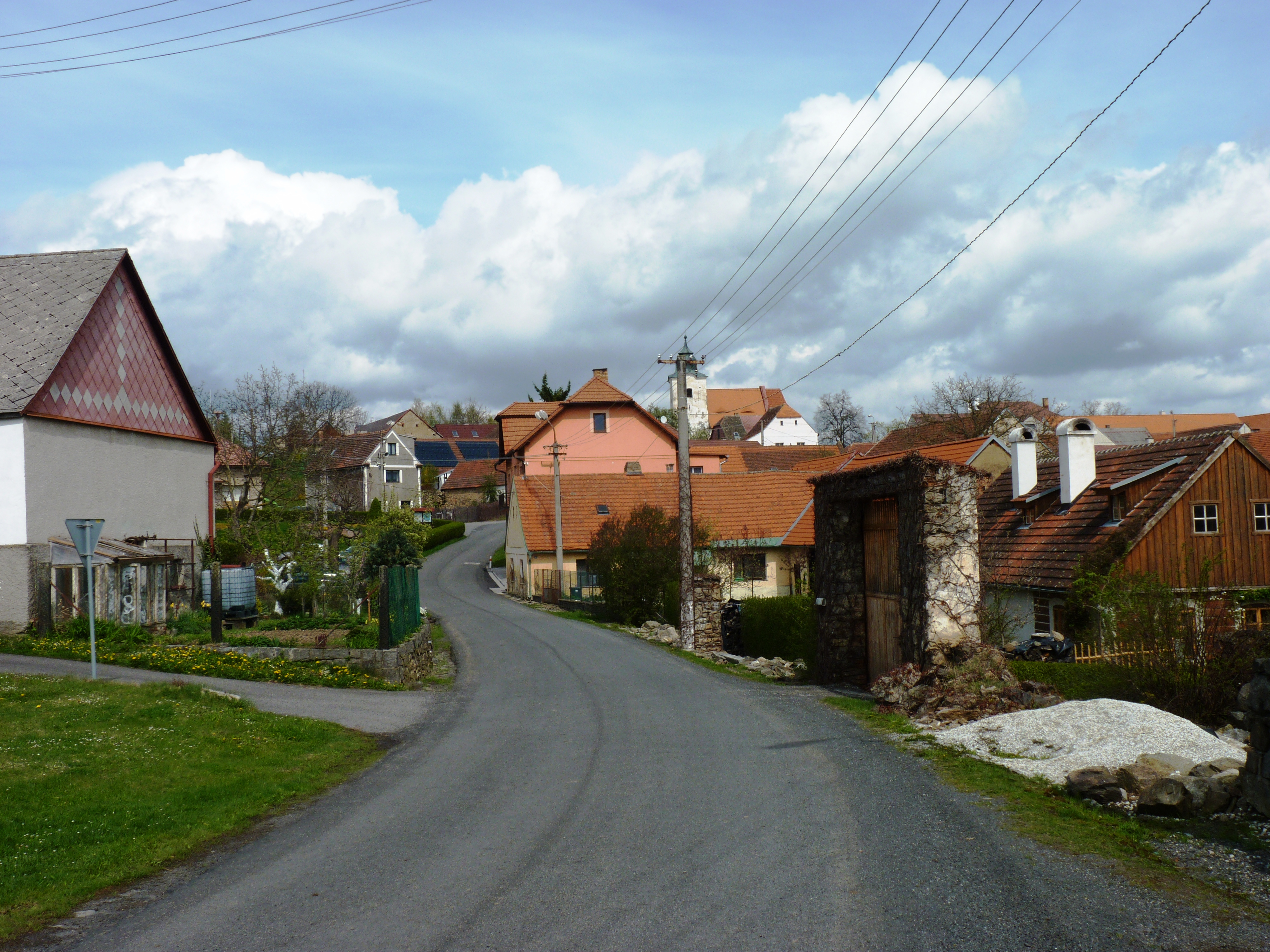
Bukovník : rue principale.
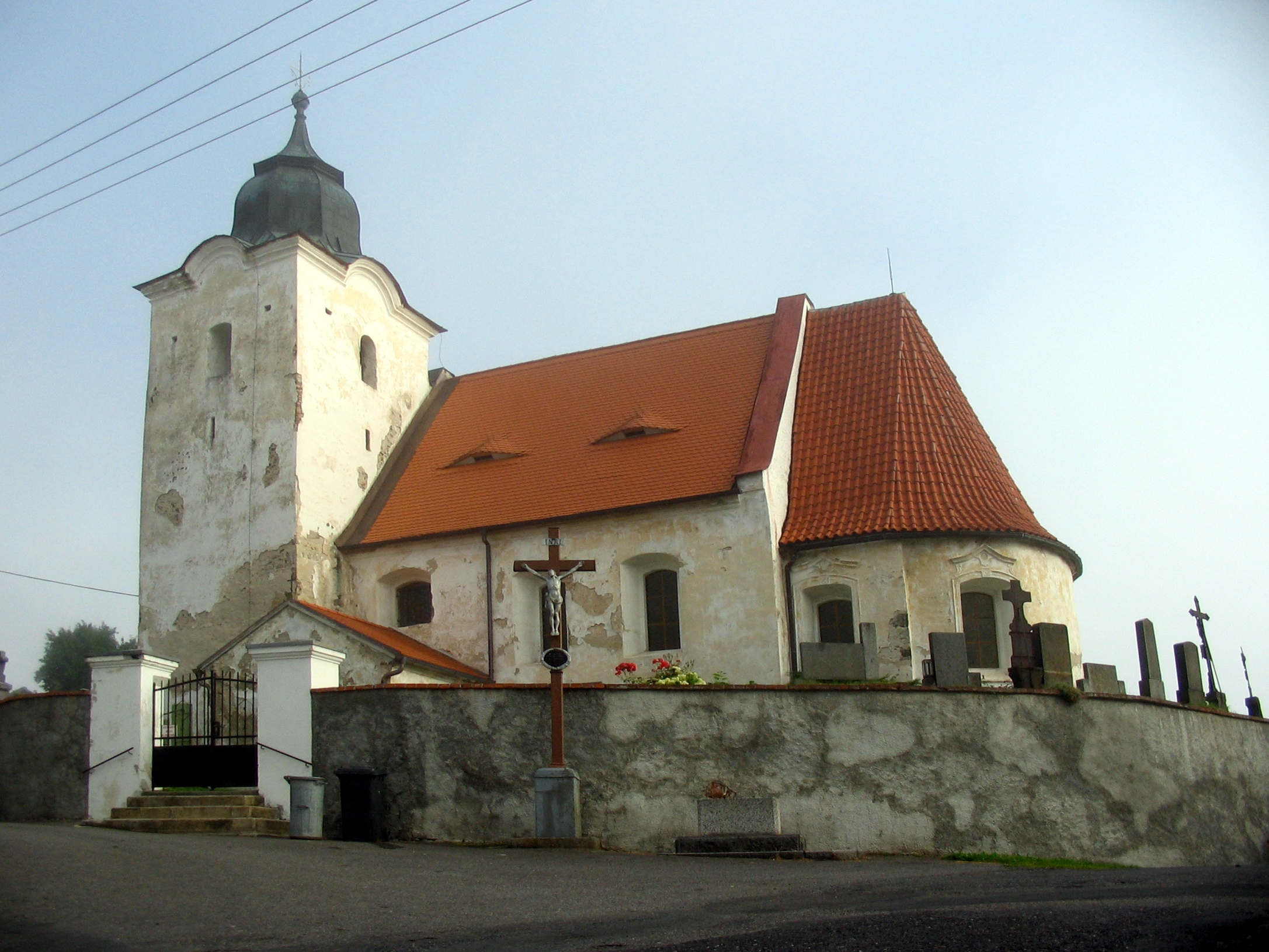
L'église Saint-Venceslas.

## Transports
Par la route, Bukovník se trouve à 15 km de Horažďovice, à 21 km de Strakonice, à 42 km de Klatovy, à 76 km de Plzeň et à 132 km de Prague.